# Werner Heiduczek

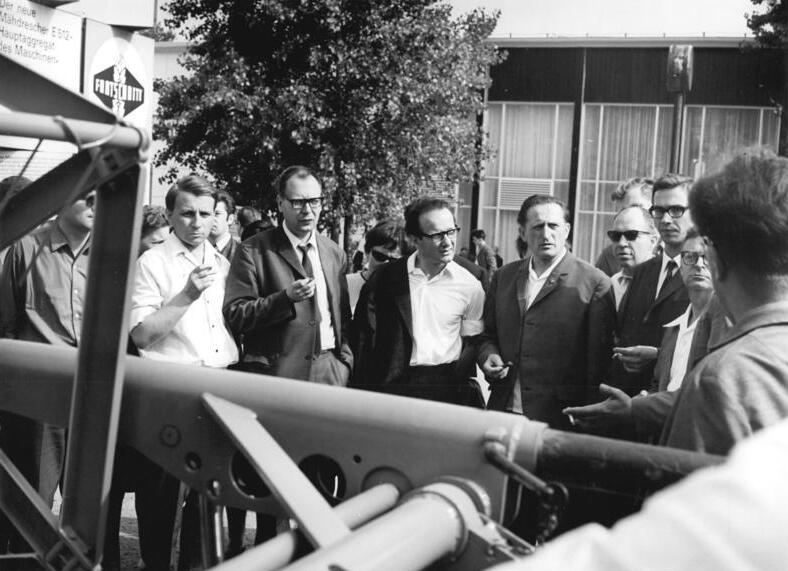
De izquierda a derecha: Werner Bräunig, Jochen Schäfers, Werner Haiduczek y Werner Reinowski (1968).

Werner Heiduczek (Zabrze, 24 de noviembre de 1926-Zwenkau, 28 de julio de 2019) fue un escritor alemán.

## Vida
Provenía de una familia obrera y católica de Silesia. Durante la Segunda Guerra Mundial fue auxiliar de artillería antiaérea y luego formó parte de la Wehrmacht y acabó como preso de guerra de los estadounidenses y de los soviéticos. Hizo un curso para Neulehrer en Herzberg e impartió clases desde septiembre hasta noviembre de 1946 en la escuela de Wehrhain. Hasta 1952 trabajó como maestro, inspector de escuela y finalmente en la junta escolar del distrito en Merseburg. En 1953 aprobó un curso de posgrado de pedagogía y hasta 1961 volvió a trabajar de nuevo como docente. Desde 1961 hasta 1964 trabajó como profesor de alemán en el Goethe Gymnasium de la ciudad búlgara de Burgas. Desde 1965 trabajó como escritor independiente en Halle. En la actualidad reside en Leipzig.
En sus inicios escribió relatos, piezas teatrales y piezas radiofónicas para niños y jóvenes. En trabajos posteriores trató sobre la expulsión de alemanes tras la Segunda Guerra Mundial y su integración en la sociedad de la República Democrática Alemana (RDA). Su obra de 1977, Tod am Meer, novela de tono autobiográfico que trataba sobre el balance que hace de la vida un artista de la RDA, fue censurada a raíz de la intervención del embajador de la Unión Soviética por incluir pasajes presuntamente antisoviéticos. Después se dedicó a escribir cuentos y leyendas.
Desde 1960 fue miembro de la Deutscher Schriftstellerverband; desde 1970 de la Verband deutscher Schriftsteller y del PEN Club Internacional de Alemania y desde el 1992 de la Freie Akademie der Künste zu Leipzig.Recibió los siguientes premios y distinciones: premio Heinrich Mann (1969), el premio Händel de la ciudad de Halle (1969), el Kunstpreis der Stadt Leipzig (1976), el premio Alex Wedding (1988), el premio literario Eichendorff de la ciudad de Wangen im Allgäu (1995) y la Orden del Mérito de la República Federal de Alemania (1999).
Falleció el 28 de julio de 2019

## Obra

### Autobiografía
- Die Schatten meiner Toten (2005)

### Libros de dibujos
- Jana und der kleine Stern. Eine Bilderbuchgeschichte (1968)
- Laterne vor der Bambushütte (1969)
- Der kleine häßliche Vogel. Zwei Bilderbucherzählungen (1973)
- Vom Hahn, der auszog, Hofmarschall zu werden (1975)
- Der singende Fisch (2000)

### Relatos y cuentos
- Matthes und der Bürgermeister (1961)
- Jule findet Freunde. Erzählungen (1961)
- Die Brüder (1968)
- Mark Aurel oder Ein Semester Zärtlichkeit (1971)
- Das verschenkte Weinen. Märchen und Mythen (1977)
- Dulittls wundersame Reise. Eine Erzählung (1986)
- Reise nach Beirut. Verfehlung (1986)

### Ensayos
- Verfall einer Zeit. Beispiel Leipzig (1992)
- Deutschland - kein Wintermärchen oder Draußen vor der Tür (1993)
- Jeder ist sich selbst der Fernste (2010)
- Vom Glanz und Elend des Schreibens (2011)

### Libros infantiles
- Matthes (1979)
- Der kleine Gott der Diebe (1992)

### Narraciones
- Die seltsamen Abenteuer des Parzival (1974)
- Die schönsten Sagen aus Firdausis „Königsbuch“ (1982)
- Der Schatten des Sijawusch (1986)
- Orpheus und Eurydike (1989)
- King Lear (2000)

### Novelas
- Abschied von den Engeln (1968)
- Tod am Meer (1977)

### Piezas teatrales
- Jule findet Freunde. Schauspiel in zehn Bildern (1959)
- Das andere Gesicht. Schauspiel von Werner Heiduczek (2011)

### Editor
- Die sanfte Revolution. Prosa, Lyrik, Protokolle, Erlebnisberichte, Reden (1990)